# Shahrīārī-ye Soflá
Shahrīārī-ye Soflá (persiska: Dasht-e Shahrīārī, Shahryārī, شهریاری سفلی, چاه قره چاهی) är en ort i Iran.   Den ligger i provinsen Yazd, i den centrala delen av landet, 700 km söder om huvudstaden Teheran. Shahrīārī-ye Soflá ligger 1 737 meter över havet och antalet invånare är 151.
Terrängen runt Shahrīārī-ye Soflá är en högslätt.Runt Shahrīārī-ye Soflá är det glesbefolkat, med 12 invånare per kvadratkilometer. Det finns inga andra samhällen i närheten. Trakten runt Shahrīārī-ye Soflá är ofruktbar med lite eller ingen växtlighet.